# Neupokojew-Insel
Die Neupokojew-Insel (russisch Остров Неупокоева) ist eine 133,1 km² große russische Insel in der zum Nordpolarmeer gehörenden (südlichen) Karasee. Verwaltungstechnisch gehört sie zum Autonomen Kreis der Jamal-Nenzen der Region Krasnojarsk. Sie ist unbewohnt.

## Geographische Lage
Die Neupokojew-Insel liegt nordwestlich des Jenisseigolfs innerhalb der Karasee. Sie befindet sich rund 50 km nordöstlich der Küste der Jawai-Halbinsel (Nordwestarm der Gydan-Halbinsel), etwa 65 km nordnordwestlich der Oleniinsel, zirka 70 km westlich der Sibirjakow-Insel und knapp 30 km südsüdöstlich der Wilkizki-Insel. Sie liegt am Westrand des Bolschoi Arktitscheski Sapowednik, des größten Naturschutzgebietes Russlands.
Die Insel ist 20 km lang und bis zu 6,5 km breit; ihre Küstenlinie ist 52,3 km lang.

## Namensursprung
Die Insel ist nach dem russischen Hydrographen Konstantin Konstantinowitsch Neupokojew (1884–1924) benannt, der von 1911 bis 1915 an der Hydrographischen Expedition des Nördlichen Eismeers teilnahm und im Rahmen einer 1920 durchgeführten sowjetischen Karasee-Expedition die Vermessung der Mündungsgebiete von Ob und Jenissei leitete.

## Landschaftsbild, Fauna und Klima
Die West- und Ostteile der Neupokojew-Insel sind als niedrige, flache, sumpfige Ebenen von zahlreichen Seen bedeckt, die teils an den Ursprüngen der kurzen Fließgewässer liegen; die Gewässer sind die meiste Zeit des Jahres von Eis bedeckt. Im Mittelteil gibt es ein paar Hügel (max. 29 m Höhe) aus quartären Ablagerungen. Westlich und südöstlich sind der Hauptinsel kleine längliche Inseln und Sandbänke vorgelagert.
Da die arktische Insel in der Vegetationszone Tundra liegt, beschränkt sich die Vegetation auf Moose, Flechten und Gräser. Die Winter sind lang und extrem kalt, die Sommer kurz und kalt. Es herrscht Permafrostboden vor, der in den Sommern zunehmend mehr antaut.